# 계응상
계응상(桂應祥, 1893년 12월 27일~1967년 4월 25일)은 일제강점기의 섬유공학자이자 조선민주주의인민공화국의 유전학자, 섬유공학자이다. 한평생을 누에연구에 바친 유전학자이며 잠학자였다.

## 생애

### 일제강점기 활동
조선 후기 평안도 정주에서 화전민의 아들로 태어났으며, 본관은 수안이다. 일제강점기 동안 농학 분야에서 일본으로 유학을 가서 학사, 석사, 그리고 박사를 졸업하였으며, 졸업 이후 일본과 중국에서 생리학 교수로 활동하였다.

### 해방 직후
1945년 8월 15일, 조선이 일본으로부터 해방된 이후 그는 일본 및 중국에서 교육자 활동을 그만두고 고국으로 돌아왔다. 조선의 잠업을 발전시켜보려 하였으나 미군정하에서는 사정이 여의치 않아 잠업과 연구를 계속할 수 없었다.
1946년에 월북하였으며 평양의학대학의 교수가 되었다. 1946년 10월에는 김일성을 만났다. 김일성은 북으로 들어온 계응상을 만나 나라의 잠업을 발전시킬 구체적인 방향을 논의하였다.
그는 과학연구성과와 현장에서의 생산실천적경험들을 꼼꼼히 기록, 학문적으로 체계화한 많은 논문들과 과학기술도서들을 집필하였다. 한반도에서 처음으로 가둑누에 및 피마주누에 고치생산기술을 체계화한 도서　＜작잠학＞，＜피마잠＞，＜계응상선집＞（1~3 권)을 내놓았다.
그는 여러 가지 뽕누에 품종과 가둑 누에 품종들을 육성하였다．그리고 피마주누에 원유종을 출발재료로 하여 야생하는 가중나무누에를 섞붙임(혼혈), 품종개량하여 온대지방에서 겨울을 나는 피마주누에 품종을 세계에서 처음으로 육성해냈다.

### 교육, 연구 활동
1948년에 교수학직에 임명되고 함께 박사학위를 수여받았다. 그는 조선민주주의인민공화국의 박사증 제1호였다. 그해 원산농업대학 잠학과 교수로 부임하였고, 중앙잠업시험장 장장(場長)을 겸임하였으며, 원산농업대학 잠학부 부장에 보직되었다.
1952년 4월에 조선 과학원 원사에 선출되었다. 1956년 1월 10일 농업과학위원회가 구성되자 위원장에 임명되었다.

### 생애 후반
그는 제2기 최고인민회의 대의원 선거에서 최고인민회의 대의원에 선출되었다. 북한의 조선로동당과 내각은 그의 잠업 관련 연구 업적을 축하하며 1963년 로력영웅 칭호와 인민상을 수여하였다.
1967년 4월 25일 불의의 교통사고로 인해 사망하였다.

## 사후
사후 평양의 애국렬사릉에 안장되었다. 1990년 황해북도 사리원시에는 그의 이름으로 명명된 계응상대학이 설립되었다.

## 일화
김일성은 그의 철직을 직접 막았다고 한다. 1949년 초가을, 중앙잠업시험장으로 김일성주석이 급히 찾아왔다. 당시 중앙잠업시험장과 원산농업대학에서는 교육성 부상, 농업성 잠사국 국장 등으로 구성된 검열단이 활동하고 있었다. 검열단이 1주일안 ‘료해사업’을 진행한 끝에 중앙잠업시험장 장장(場長)이면서 원산농업대학 잠학부 부장인 계응상을 철직시키기로 결정했다는 소식을 듣고 김일성 주석이 급히 방문했던 것이다.
김일성은 검열단에게 철직 결정을 재고하라 하고 계응상 동무를 철직시킨 이유를 추궁하였다.

김일성: 철직 결정, 재고하십시오.

김일성: 그래, 계응상 동무를 철직시킨 이유가 뭡니까?

검열단:예, 두가지 이유가 있습니다. 하나는 이번에 잠업시험장에서 개발하여 보급한 ‘국잠43’ ‘국잠47’의 문제 때문입니다. 이들 누에는 생활력이 약해서 병이 돌아 수확을 하지못한 농가가 적지 않게 발생하였습니다. 이에 대한 책임을 물은 것입니다. 그리고 또 하나는 더 치명적인데, 그가 연구를 위해 소련에서 부르주아 학문이라고 비판받고 있는 서구 유전학을 적극적으로 익혔으며 모건 유전학 실험의 주요 소재였던 초파리를 유전학 강의에 이용했다는 것입니다. 서구 부르주아 학문을 추구한 그의 사상성이 의심스러워 우선 보직을 해임하고 사상검열을 진행하려던 계획이었습니다."

김일성 : 과학자들의 사상성을 검열한다는 것은 매우 어리석은 일이다. 일부 연구결과가 기대에 못 미칠수도 있고 과거 그들이 일제 기관에서 일했던 잘못은 있습니다. 하지만 과학연구를 하다보면 항상 성공만 할 수 없다는 점을 감안하여야 합니다. 또한 그들도 식민지 지식인으로서 억압과 차별을 경험했고 이데올로기적 지향까지는 아니지만 반제국주의에 대한 신념은 가지고 있다고 볼 수 있습니다. 무엇보다 중요한 것은 우리 인민들의 생활이 더욱 풍요로워지도록 도와주기 위해 밤낮을 잊고 연구하고 있다는 것이다.

검열단 : 그래도 이미 소련에서 부르주아학문이라고 판명한 서구유전학을 따르는 것은 문제가 있습니다.

김일성 : 소련의 결정을 그대로 따른다는 것은 문제가 많습니다. 소련은 소련의 실정이 있는 것이고 우리에게는 우리의 실정이 있는 것입니다. 그 어떤 이론이든지 그의 진리성이 확증되자면 그렇게 인정할 만한 충분한 논거가 있어야 합니다. 그런데 그 논거들 중에서도 실천을 통하여 검증되고 인민들에게 파악된 진리보다 더 위력적인 것은 없습니다.
그런데 계응상 선생은 새 조국 건설에 절실히 필요한 훌륭한 비단실 누에 품종을 수많이 육종하여 우리의 수백만 농민들에게 안겨주었습니다. 우리 인민들이 명주옷뿐만 아니라 비단옷을 입고 남부럽지 않게 살수 있도록 하는데서 이렇게 특출한 공로를 세운 과학자를 조그마한 실수를 이유로 반동학자라고 규정하면 안 됩니다.

그리고 누가 잠업시험장을 해산시키려는 추태까지 부렸습니까? 이는 본인의 동참 의지만 충분하다면 과거를 묻지 않고 누구든지 새 조국 건설사업에 동참시키자는 정부의 새로운 인텔리정책에 반하는 것입니다. 당장 회의를 열어 이번 결정을 재고하십시오.

## 저서
- ＜작잠학＞
- ＜피마잠＞
- ＜계응상선집＞（1 ~ 3권)

## 상훈
- 1963년 로력영웅
- 1963년 공화국 인민상

## 평가
한평생을 누에연구에 바친 유전학자이며 잠학자로 평가된다. 그리고 소련의 유전학자 트로핌 리센코의 환경유전설과 혼합유전설을 정면으로 반박한 소신있는 과학자로 평가받았다. 베이징 세계유전학대회에서 리센코의 농업 이론을 따르면 소련 농업은 붕괴될 것이란 발언을 하기도 했고, 소련의 국가 과학원에서 이 문제를 놓고 리센코와 직접 학문적 토론을 벌이기도 했다.

## 같이 보기
- 리승기
- 려경구
- 우장춘